# Cirroctopus antarctica
Cirroctopus antartica är en art av åttaarmade bläckfiskar som förekommer i Antarktiska oceanen.
Denna bläckfisk är känd från Sydshetlandsöarna norr om Antarktiska halvön. Den hittades i 510 till 805 meter djupa havszoner.
Den säckformiga kroppen har en längd av cirka 18 cm. Kanske är Cirroctopus antartica ett synonym till Cirroctopus glacialis.
Antagligen har arten liksom andra familjemedlemmar en långsam utveckling. Larvernas utveckling varierar mellan 1,4 och 2,6 år. Honor har endast två mogna ägg per tillfälle i organet som används för äggläggningen.
För beståndet är inga hot kända. Oklart är hur klimatförändringar i framtiden påverkar arten. IUCN listar Cirroctopus antartica som livskraftig (LC).